# Cacimbinhas
Cacimbinhas is een gemeente in de Braziliaanse deelstaat Alagoas. De gemeente telt 10.182 inwoners (schatting 2009).
De gemeente grenst aan Minador do Negrão, Iati, Major Isidoro, Igaci, Estrela de Alagoas en Dois Riachos.